# Phuphena
Phuphena is een geslacht van vlinders van de familie Uilen (Noctuidae), uit de onderfamilie Hadeninae.

## Soorten
- P. cilix Druce, 1898
- P. contricta Dognin, 1912
- P. costata Schaus, 1914
- P. diagona Hampson, 1908
- P. fusipennis Walker, 1858
- P. multilinea Schaus, 1911
- P. obliqua Smith, 1900
- P. parallela Hampson, 1904
- P. petrovna Schaus, 1904)
- P. proselyta Schaus, 1921
- P. subvenata Schaus, 1914
- P. transversa Schaus, 1894
- P. tura Druce, 1889
- P. zelotypa Schaus, 1911